# Káto Lipochóri
Káto Lipochóri är en ort i Grekland.   Den ligger i prefekturen Nomós Péllis och regionen Mellersta Makedonien, i den norra delen av landet, 300 km norr om huvudstaden Aten. Káto Lipochóri ligger 26 meter över havet och antalet invånare är 1 074.
Terrängen runt Káto Lipochóri är platt åt sydost, men åt nordväst är den kuperad. Runt Káto Lipochóri är det ganska tätbefolkat, med 96 invånare per kvadratkilometer. Närmaste större samhälle är Giannitsá, 19,5 km öster om Káto Lipochóri. Trakten runt Káto Lipochóri består till största delen av jordbruksmark.